# Locomotiva FS 476
La locomotiva FS gruppo 476 era una locomotiva a vapore costruita per le ferrovie austriache che le Ferrovie dello Stato
acquisirono come risarcimento per danni di guerra dopo la fine della prima guerra mondiale.

## Storia
Alla fine della prima guerra mondiale rimasero entro i nuovi confini del territorio nazionale diversi tipi di locomotive ferroviarie di costruzione tedesca e austriaca; altre vennero ottenute come risarcimento danni. Tra queste è il gruppo di 72 locomotive appartenenti al gruppo austriaco 80 delle serie kkStB 80.900-2900 e Sudbahn SB 80.31-38, costruite in varie centinaia di esemplari per le Ferrovie Imperial-Regie Statali Austriache (Kaiserlich-königliche österreichische Staatsbahnen); vennero reimmatricolate nel parco rotabili delle Ferrovie dello Stato assumendo la classificazione di gruppo 476.001-072. Svolsero servizio in vari impianti della rete italiana soprattutto al traino di treni merci su linee acclivi. Una consistente dotazione (12 unità secondo l'ing. Muscolino) venne assegnata nel 1930 al deposito di Caltanissetta in sostituzione delle obsolete 410 e impiegata alla doppia trazione o alla spinta sul valico di Enna o sulla Caltanissetta -Licata. Vi rimasero fino al 1943.
Una locomotiva 476, la 058 del deposito locomotive di Salerno, fu protagonista il 3 marzo 1944 della più grande tragedia ferroviaria italiana avvenuta nella galleria di Balvano; era infatti una delle due locomotive del treno 8017.
Un certo numero di locomotive 476 rimasero in mano jugoslave in seguito agli eventi bellici della seconda guerra mondiale e vennero immesse nel gruppo JDŽ 28.
Accantonate nel secondo dopoguerra vennero tutte demolite. La gr. 476.073 conservata al Museo ferroviario di Trieste Campo Marzio è in realtà una macchina ex iugoslava (JZ 28.023) rinumerata.

## Caratteristiche
Le locomotive del gruppo 476 erano macchine a cinque assi accoppiati (rodiggio 0-5-0), del diametro di 1.300 mm. Il motore era a 2 cilindri gemelli. La pressione di taratura della caldaia era di 14 bar; la produzione oraria di vapore giungeva a 10.500 kg. La potenza sviluppata raggiungeva i 1.100 CV. Il forno aveva la notevole superficie di griglia di 3,42 m². La massa in servizio era di 69,4 t, tutte aderenti; la velocità massima 50 km/ora.

## Corrispondenza locomotive ex SB e numerazione FS
| Numero e gruppo FS | numero e gruppo SB | fabbrica  | anno di fabbricazione | demolizione o alienazione |
| ------------------ | ------------------ | --------- | --------------------- | ------------------------- |
| 476.037            | 80.37              | StEg      | 1915                  |                           |
| 476.038            | 80.38              | StEg      | 1915                  |                           |
| 476.039            | 80.33              | Wiener N. | 1913                  |                           |
| 476.040            | 80.35              | Wiener N. | 1913                  |                           |
| 476.041            | 80.36              | Wiener N. | 1913                  |                           |
| 476.042            | 80.34              | Wiener N. | 1913                  |                           |
| 476.043            | 80.31              | Wiener N. | 1913                  |                           |
| 476.044            | 80.32              | Wiener N. | 1913                  |                           |